# Mohamed Lamine Debaghine
Mohamed Lamine Debaghine né le 24 janvier 1917 à Hussein Dey et mort le 20 janvier 2003 à Alger est un homme politique et nationaliste algérien qui a combattu pour l'indépendance de l'Algérie.

## Biographie
I effectue une partie de sa scolarité au collège colonial de Blida (comme Abane Ramdane, Ali Boumendjel, Benyoucef Benkhedda).
Diplômé d'un doctorat en médecine de l'Université d'Alger, il ouvre un cabinet médical à El Eulma dans la région de Sétif en 1944.  Il entre en politique en militant au PPA dès 1939. Durant la Seconde Guerre mondiale, il est arrêté à cause de son activisme nationaliste et son incitation à refuser le service militaire. En 1946 il est élu au parlement français en tant que député du département de Constantine, sur une liste du MTLD. Il appelle à l'indépendance de l'Algérie au sein du parlement français et ne prendra part à aucun débat ni vote, excepté celui contre l'entrée de la France au sein de l'OTAN en 1949. Vers 1947, il apportera son aide à Mohamed Belouizdad pour définir les structures de lOrganisation spéciale (OS) avant d'en être exclu en 1949.
Arrêté en 1955, il rejoint ensuite la Délégation extérieur du Front de libération nationale (FLN) au Caire. En septembre de la même année, il est à l'initiative d'une tentative, demeurée vaine, de réconciliation entre le FLN et le Mouvement national algérien (MNA) ; il devient membre du CNRA et du CCE. Pressenti pour prendre la tête du Gouvernement provisoire de la République algérienne (GPRA), il sera plutôt le ministre des affaires extérieures le 19 septembre 1958, il démissionne le 15 mars 1959.
À l'indépendance, il ne fait plus de politique et rouvre son cabinet médical dans la ville d'El-Eulma. Il meurt le 20 janvier 2003, à l'âge de 86 ans des suites d'une attaque cérébrale.

## Postérité
L'ex-hôpital du Dey (appelé ensuite François Maillot) de Bab El Oued a été renommé hôpital Mohamed Lamine Debaghine. Le campus universitaire Sétif 2, créé en 2011, lors de la restructuration de l’Université Farhat Abbes de Sétif, porte également son nom depuis 2014 .